# Masicera socia
Masicera socia là một loài ruồi trong họ Tachinidae.